# Dzieci z Bullerbyn
„Dzieci z Bullerbyn” (szw. Alla vi barn i Bullerbyn) – książka dla dzieci napisana przez szwedzką pisarkę Astrid Lindgren w 1947 roku. 
Następne książki z tej serii to „Więcej o dzieciach z Bullerbyn” (szw. Mer om oss barn i Bullerbyn, 1949) i „Wesoło jest w Bullerbyn” (szw. Bara roligt i Bullerbyn, 1952). 
Uzupełnieniem fabuły są trzy książki z ilustracjami „Boże Narodzenie w Bullerbyn” (szw. Jul i Bullerbyn, 1963), „Wiosna w Bullerbyn” (szw. Vår i Bullerbyn, 1965) i „Dzień Dziecka w Bullerbyn” (szw. Barnens dag i Bullerbyn, 1966).
Polskie wydanie w przekładzie Ireny Szuch-Wyszomirskiej (pierwsze w 1957) zawiera wszystkie te trzy tytuły ("Dzieci...", "Więcej..." i "Wesoło...") w jednym tomie.

## Fabuła
W książce dziewczynka o imieniu Lisa opowiada o przygodach swoich i innych dzieci z liczącej trzy zagrody osady Bullerbyn, na przestrzeni trzech kolejnych lat.
Lisa na początku utworu ma 7 lat. Mieszka w zagrodzie Środkowej, jej braćmi są Bosse i Lasse. Uwielbia bawić się lalkami i chodzić do szkoły. Czyta dziecięcą gazetę „Wiosna Szwecji”. Jest wesoła i pełna pomysłów. Ma własnego baranka Pontusa, którego uratowała przed głodową śmiercią (jego mama nie miała mleka w wymieniu). Opiekuje się też kotkiem Mruczkiem, który miał być wspólny dla Lassego, Bossego i Lisy, lecz chłopcom szybko się znudził i Lisa musiała się nim opiekować. Dziewczynka chce zostać piastunką dla dzieci lub mamą.

## Analiza
Pierwowzorem Bullerbyn jest osada Sevedstorp, gdzie rodzice przyszłej pisarki przeprowadzili się krótko po jej narodzinach i gdzie spędziła dzieciństwo. Jeszcze dziś można tam oglądać trzy położone obok siebie domy (zagrody), gdzie rozgrywała się akcja powieści. Osada Sevedstorp znajduje się niedaleko miasteczka Vimmerby, w którym urodziła się Astrid Lindgren w roku 1907. Ponieważ narratorką powieści jest Lisa Erikson, więc można uznać, że jej pierwowzorem była sama autorka, która też nosiła rodowe nazwisko Ericsson. Ojca Lisy, stolarza (którego pierwowzorem był ojciec pisarki Samuel August Ericsson) można uznać za dorosłego „Emila”, bohatera powieści Emil ze Smalandii, również wzorowanego na jej ojcu. Natomiast postać Lassego, zainspirował brat pisarki Gunnar Ericsson, późniejszy artysta, satyryk i polityk.

## Odbiór
„Dzieci z Bullerbyn” są w Polsce lekturą szkolną. W połowie lat 80. były lekturą dla klasy III. Ponownie stały się lekturą dla klas I-III od 2017 i były nią nadal dekadę później (stan na 2024/2025).
Według Beaty Lisowskiej, piszącej w 2018 roku w czasopiśmie „Pedagogika. Studia i Rozprawy”, pozycja ta jest wartościową lekturą dla dzieci, ze względu na rówieśniczych bohaterów umożliwiających młodym czytelnikom identyfikację z nimi, a także sposób narracji i poruszenie tematów bliskich dzieciom.  
Szwedzki reżyser Lasse Hallström zrealizował w oparciu o serię książek o dzieciach z Bullerbyn filmy „Dzieci z Bullerbyn” (oryg. Alla vi barn i Bullerbyn, 1986) i „Dzieci z Bullerbyn: Nowe przygody” (oryg. Mer om oss barn i Bullerbyn, 1987).
W Polsce przedstawienia na podstawie książki pokazały Teatr Dramatyczny im. Jana Kochanowskiego w Opolu (2012) i Teatr Polski we Wrocławiu (2013), a w 2017 Teatr Miejski w Gliwicach.

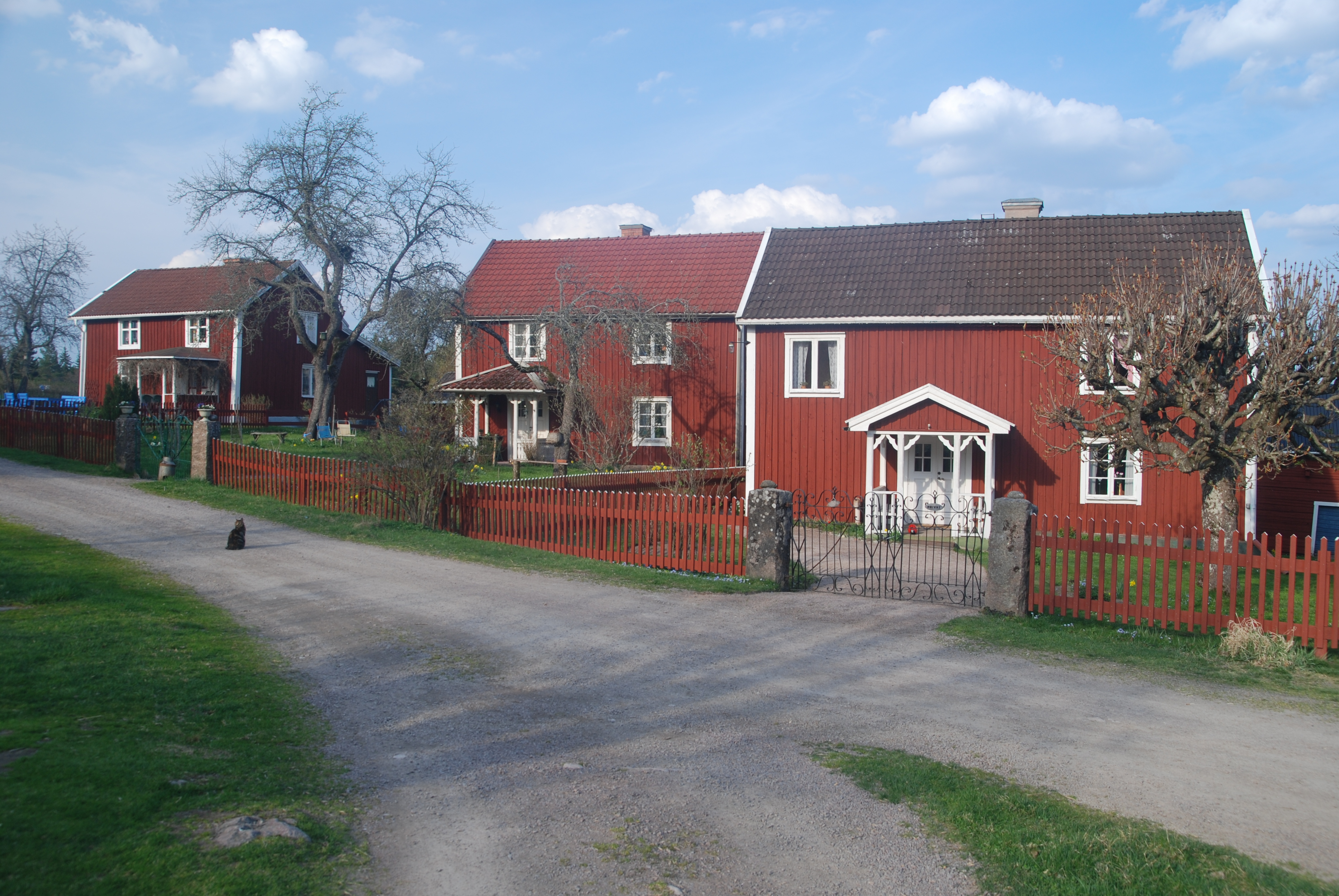
Trzy zagrody w Sevedstorp (pierwowzór Bullerbyn) w roku 2009

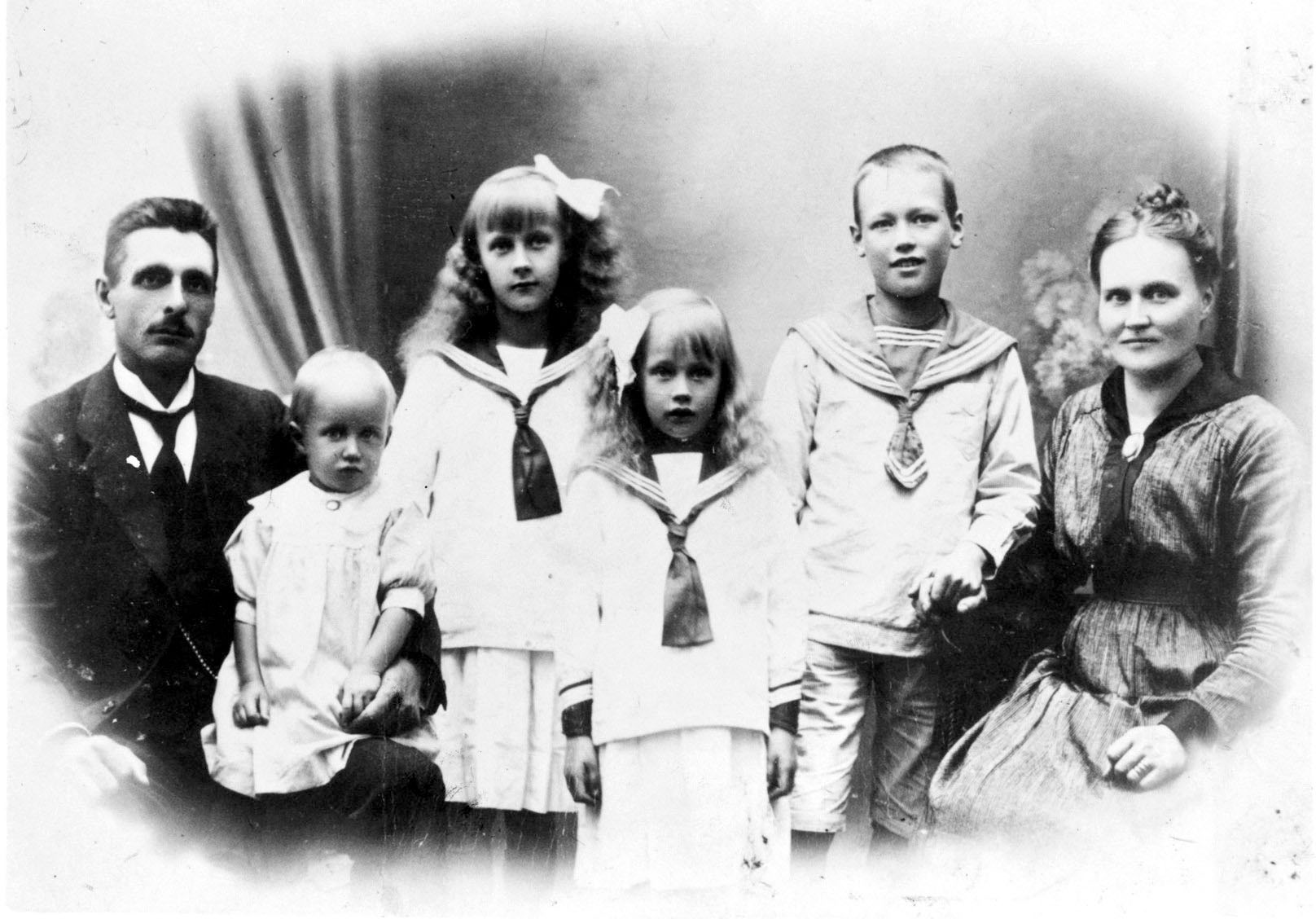
Dziecięce zdjęcie Astrid Lindgren z rodzicami i rodzeństwem. Pierwowzór Lisy z Bullerbyn i jej rodziny